# Sallanches
Pour les articles homonymes, voir Sallanches (homonymie).
Sallanches est une commune française, située dans le département de la Haute-Savoie en région Auvergne-Rhône-Alpes.

## Géographie

### Situation
La ville occupe la partie nord du bassin de Sallanches, large plaine glaciaire traversée par l'Arve et bordée par le massif des Aravis, le massif du Mont-Blanc et le massif du Faucigny. Ce vaste bassin aux versants peu raides contraste avec les hauts sommets qui l'entourent. Dédié principalement à l'agriculture et au tourisme (lacs et campings), il abrite aussi les communes de Domancy, Passy et Saint-Gervais-les-Bains.
La ville de Sallanches est dominée à l'ouest par une partie de la chaîne des Aravis, avec en particulier le sommet des Quatre Têtes et la Miaz.

### Climat
La situation de Sallanches, d'une altitude moyenne d'environ 550 m la place dans un milieu continental montagnard en raison de sa proximité avec la chaîne des Aravis et le massif du Mont Blanc. La ville se caractérise par une humidité marquée. Les hivers sont plus froids et neigeux et la saison estivale douce avec parfois des épisodes orageux. Les intersaisons (mars-avril et septembre- octobre) sont généralement moins humides que le reste de l'année.
Les hivers sont froids en raison de la proximité des massifs montagneux, les températures moyennes varient de −3 à 5 °C et le record absolu de froid enregistré est de −20,3 °C. Sallanches a connu aussi des hivers doux comme en février 1958 où une température de 24,0 °C fut relevée.
Sallanches ainsi que la totalité des villes de la Vallée de l'Arve est atteintes de pics de pollutions violents dû notamment au fait que la ville se situe en aval des montagnes, lesquelles forment un dôme accumulant ainsi les particules et polluant l'air, en 2015, Sallanches a passé 192 jours en alerte pollution.
La station météorologique de Météo-France installée sur la commune et mise en service en 1951 permet de connaître en continu l'évolution des indicateurs météorologiques. Le tableau détaillé pour la période 1981-2010 est présenté ci-après.
| Mois                                  | jan.             | fév.           | mars            | avril         | mai           | juin          | jui.          | août         | sep.            | oct.          | nov.          | déc.           | année      |
| ------------------------------------- | ---------------- | -------------- | --------------- | ------------- | ------------- | ------------- | ------------- | ------------ | --------------- | ------------- | ------------- | -------------- | ---------- |
| Température minimale moyenne (°C)     | −3               | −2,3           | 0,9             | 3,9           | 8,4           | 11,8          | 13,5          | 13,3         | 9,9             | 6,1           | 1,1           | −2,1           | 5,1        |
| Température moyenne (°C)              | 1,2              | 2,9            | 7,1             | 10,7          | 14,8          | 18,3          | 20,3          | 19,9         | 15,9            | 11,5          | 5,6           | 1,8            | 10,8       |
| Température maximale moyenne (°C)     | 5,4              | 8,1            | 13,3            | 17,4          | 21,2          | 24,8          | 27            | 26,4         | 21,5            | 16,9          | 10            | 5,6            | 16,5       |
| Record de froid (°C) date du record   | −20,3 06.01.1985 | −19,7 05.02.12 | −13,4 13.03.06  | −6,7 08.04.21 | −3 06.05.19   | −1,2 01.06.06 | 5 04.07.1984  | 2,8 31.08.06 | 0 30.09.1995    | −4,7 19.10.09 | −13 27.11.05  | −17,3 30.12.05 | −20,3 1985 |
| Record de chaleur (°C) date du record | 18,8 25.01.25    | 24 15.02.1958  | 26,5 22.03.1990 | 30 30.04.05   | 35,2 20.05.22 | 37 30.06.03   | 40,2 11.07.23 | 40 24.08.23  | 34,7 14.09.1987 | 32,3 07.10.09 | 24,3 02.11.20 | 21,3 17.12.19  | 40,2 2023  |
| Précipitations (mm)                   | 100,3            | 77,2           | 77,2            | 77,2          | 98,6          | 94,9          | 97,8          | 105,3        | 78,5            | 88,4          | 89,6          | 113,8          | 1 098,8    |

## Urbanisme

### Typologie
Au 1er janvier 2024, Sallanches est catégorisée centre urbain intermédiaire, selon la nouvelle grille communale de densité à sept niveaux définie par l'Insee en 2022.
Elle appartient à l'unité urbaine de Sallanches, une agglomération inter-départementale regroupant douze  communes, dont elle est ville-centre,,. Par ailleurs la commune fait partie de l'aire d'attraction de Sallanches, dont elle est la commune-centre,. Cette aire, qui regroupe 4 communes, est catégorisée dans les aires de moins de 50 000 habitants,.

### Occupation des sols
L'occupation des sols de la commune, telle qu'elle ressort de la base de données européenne d’occupation biophysique des sols Corine Land Cover (CLC), est marquée par l'importance des forêts et milieux semi-naturels (74,8 % en 2018), une proportion sensiblement équivalente à celle de 1990 (74,9 %). La répartition détaillée en 2018 est la suivante : 
forêts (34 %), espaces ouverts, sans ou avec peu de végétation (23,3 %), milieux à végétation arbustive et/ou herbacée (17,4 %), zones agricoles hétérogènes (12,5 %), zones urbanisées (6,2 %), prairies (3,6 %), zones industrielles ou commerciales et réseaux de communication (2 %), espaces verts artificialisés, non agricoles (1 %).
L'IGN met par ailleurs à disposition un outil en ligne permettant de comparer l’évolution dans le temps de l’occupation des sols de la commune (ou de territoires à des échelles différentes). Plusieurs époques sont accessibles sous forme de cartes ou photos aériennes : la carte de Cassini (XVIIIe siècle), la carte d'état-major (1820-1866) et la période actuelle (1950 à aujourd'hui).

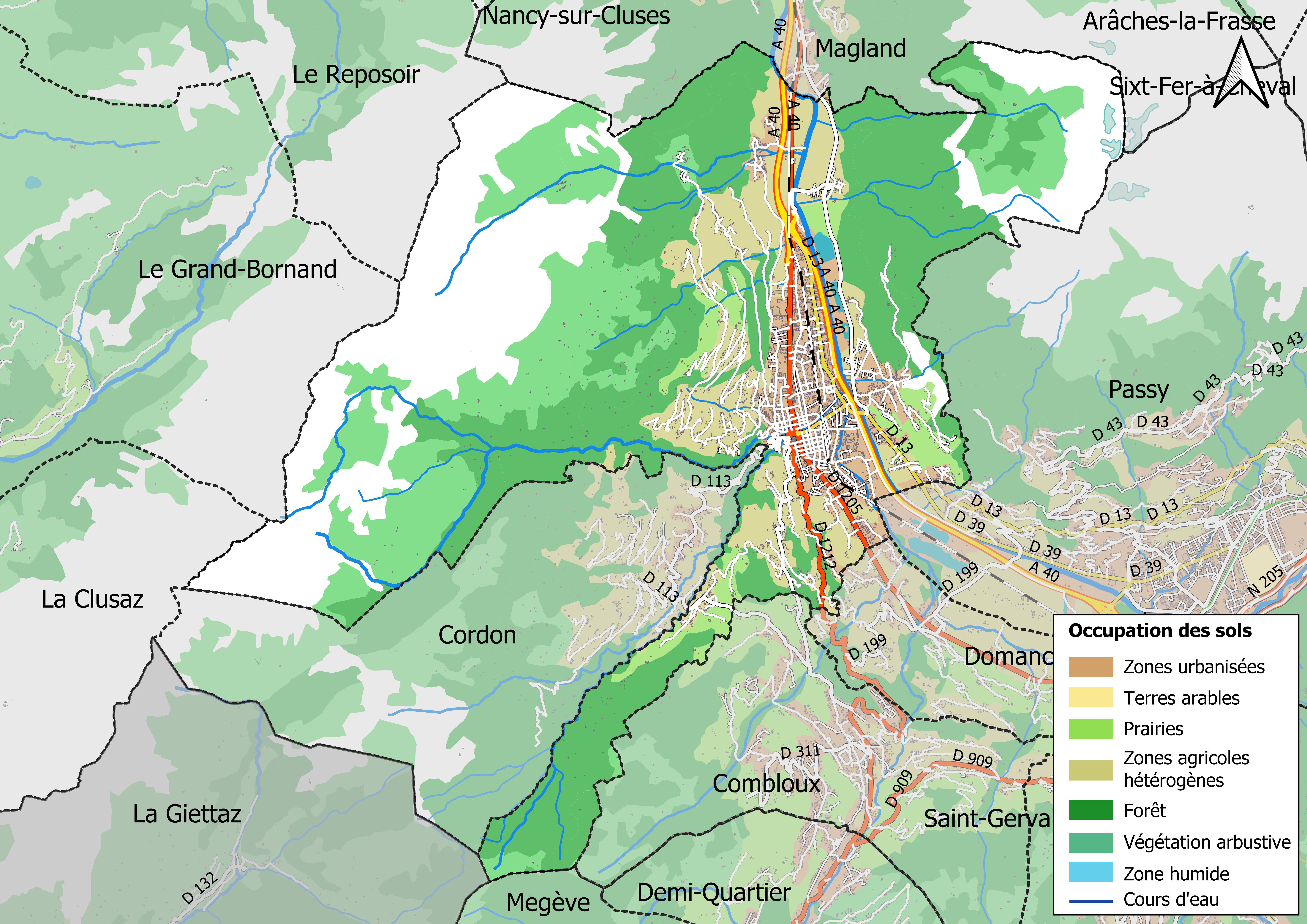
Carte des infrastructures et de l'occupation des sols en 2018 (CLC) de la commune.
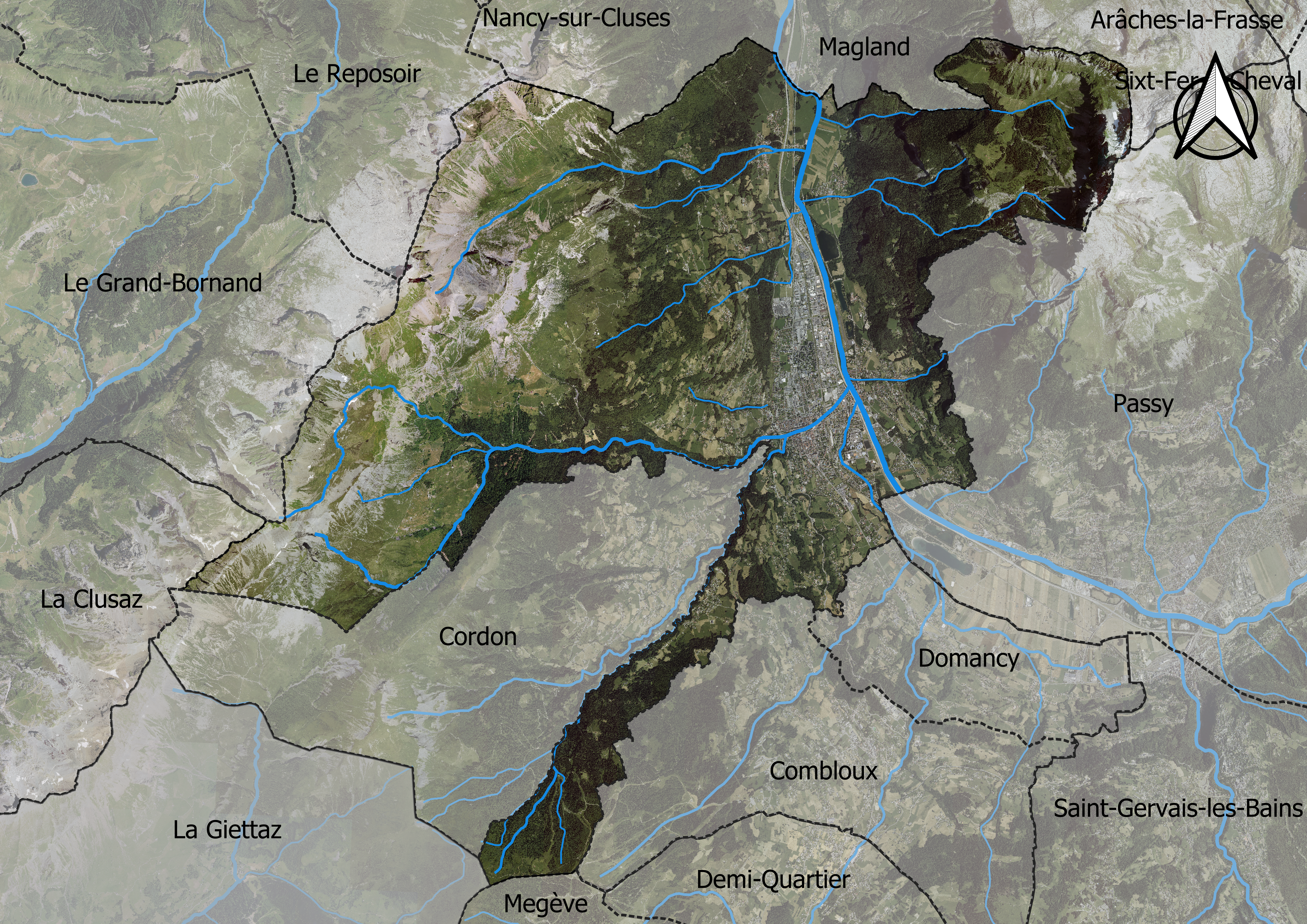
Carte orthophotogrammétrique de la commune.

#### Morphologie urbaine
La commune est composée d'un bourg principal et de plusieurs hameaux.

#### Logement
On totalise, au sein de la commune de Sallanches, environ 7 450 logements, parmi lesquels 78,9 % sont des résidences principales, 14,9 % des résidences secondaires et 6,2 % des logements vacants. Ces logements sont pour 24,7 % des maisons individuelles, pour 71,6 % des appartements et 3,7 % sont d'un autre type. Les habitants de la commune sont 48,9 % à être propriétaires, 44,9 % sont locataires et 6,3 % sont des personnes logées gratuitement. S'agissant du nombre de pièces, 8,4 % des logements sont des studios, 20,1 % sont des logements de deux pièces, 24,3 % sont des logements de trois pièces, 25,2 % sont de quatre pièces et enfin 21,9 % sont des logements dont le nombre de pièces est égal ou supérieur à cinq pièces.

### Voies de communication et transports

#### Voies routières
Sallanches est desservie par l'autoroute A40 Mâcon-Chamonix, permettant aux Sallanchards de rejoindre Annemasse en 35 minutes, Annecy ou Genève en moins de 50 minutes, et Lyon ou Grenoble en moins de deux heures. Sallanches est reliée au réseau autoroutier national (liaison A40-A41, A40-A6...). Jusqu'en 2009, Sallanches ne disposait que d'un demi-échangeur, empêchant la population de se rendre par l'autoroute en direction de Chamonix, source d'engorgements réguliers de la ville. L'échangeur est désormais complet depuis début septembre 2009, permettant une liaison autoroutière directe Sallanches-Chamonix.
La ville est traversée par deux ex-routes nationales, départementalisées depuis 2006 dans le cadre du transfert de compétences du réseau routier national aux départements : la RD 1212 (ex-RN 212) Sallanches-Albertville, et la RD 1205 (ex-RN 205) Bonneville-Chamonix.

#### Pistes cyclables
Le réseau cyclable sallanchard reste peu développé, et ne permet pas de relier les villes voisines. En revanche, au sein de la ville, il dessert l'ensemble des établissements scolaires.

#### Transport ferroviaire
La gare SNCF de Sallanches-Combloux-Megève, située sur la ligne de  La-Roche-sur-Foron à Saint-Gervais-les-Bains-Le Fayet, est desservie par des TER Auvergne-Rhône-Alpes sur la relation Bellegarde / Annecy / Lyon ↔ Saint-Gervais, par le Léman Express de la ligne L3 Saint-Gervais ↔ Genève ↔ Coppet et par des TGV Paris ↔ Saint-Gervais.

#### Transports en commun
La ville reste peu reliée à un réseau de transports en commun, hormis le réseau ferroviaire et le réseau interurbain (lignes Cars Région Haute-Savoie Sallanches-Le Fayet, Sallanches-Praz sur Arly, Sallanches-Cordon, Sallanches-Cluses...).

#### Transports aériens
Sallanches dispose d'un petit aérodrome de tourisme, à la base de loisirs des Ilettes. Celui-ci sert de base arrière aux secours en montagne du massif du Mont Blanc. En 2019, malgré l'opposition des autorités de tutelle, la municipalité tente de le supprimer pour agrandir la zone naturelle. En 2020, l’aérodrome a définitivement été fermé et les hangars démolis.
D'autre part, elle est située à moins de 65 km de l'aéroport international de Genève-Cointrin, à moins de 70 km de l'aéroport d'Annecy-Haute-Savoie, et enfin à moins de 200 km de l'aéroport international de Lyon Saint-Exupéry.

## Toponymie
Le toponyme Sallanches dérive, selon Ernest Nègre, Chalanche, un mot francoprovençal, d'origine probablement préceltique, désignant « pente raide qui sert de couloir aux avalanches, flanc raviné d'une montagne ou encore un ravin »,,,. Il s'agit d'un nom assez répandu sous divers dérivés dans la région alpine. La ville s'est ainsi édifiée sur le torrent homonyme de la Sallanche,.
La paroisse ou le village sont mentionnés sous différentes formes latines Salancia Sabaudiorum, Chalanchia, Salanchia en 1178 dans le cartulaire de Cluny,. Au cours des siècles suivant, la graphie évolue avec apud Salanciam (1212), Salenchia (1339) ou encore Cura de Salanchia (1344),. La forme actuelle semble se stabiliser à partir du XVIIIe siècle.
En francoprovençal, le nom de la commune s'écrit Salanshe, selon la graphie de Conflans.

## Histoire

### Origines et développement de la ville
L'apparition du bourg et son développement ne sont pas précisément connus et ne sont connus que par des documents tardifs.
Rien ne permet jusqu'ici d'attester la réalité d'un site gallo-romain, et ce malgré l'étymologie ancienne du nom de la ville. Lors de fouilles récentes (1992), deux tombes caractéristiques des Ve-VIe siècles ont été mises au jour dans le sous-sol de la collégiale Saint-Jacques. La présence d'une communauté chrétienne remonte donc probablement à cette période.

### Période médiévale
Sallanches et sa région au cours de la période médiévale au Faucigny qui relève des sires de Faucigny. Ces dernières laissent la gestion à des officiers dont un métral, dont le premier attesté est un certain Guillaume, qui semble issu des Lucinge, ainsi qu'un sautier, dont la charge incombe aux seigneurs de la Croix. Les familles nobles possèdent des fiefs et des maisons fortes sont les Cornillon et les Chissé.
En 1178, le seigneur de Faucigny, Henri, réunit les grands de ses possessions dans la ville, afin de discuter de ses droits sur le prieuré de Contamine-sur-Arve.
À cette période, Sallanches accueille un doyen rural, l'un des principaux dignitaires du diocèse de Genève.
Un important marché hebdomadaire, qui se déroule sous une halle, draine les produits agricoles des communautés rurales des environs et offre des produits manufacturés par les artisans de la cité. Des banquiers lombards se sont installés et officient dans des casanes, dont la ville en a gardé le souvenir avec la rue des Lombards.
Au XIIIe siècle, Agnès de Faucigny, héritière de sa famille, est l'épouse du seigneur Pierre, fils du comte Thomas Ier de Savoie. Consors, il est à l'origine de la fortification de la ville et du renforcement du château. Leur fille, Béatrice, est Dauphine du Viennois à partir de 1261, puis régente en 1269. Le Fauycigny et Sallanches relèvent désormais du Dauphiné de Viennois. Elle est à l'origine de l'obtention des premières libéralités en faveur des bourgeois et jurés de la cité en 1293. Son petit-fils, Hugues Dauphin, accorde une charte des franchises aux habitants en 1310. Le territoire concerné par ces privilèges est connu « du pont Saint-Martin aux murs du château de Cordon, les limites sud et nors étant marqués par des chênes et des saules », excluant cependant les hameaux environnants.
En 1349, le Dauphiné entre dans le domaine royal de France. En 1355, à la suite des accords de Paris, le Faucigny entre dans les domaines de la maison de Savoie. En juillet 1355, une délégation de Sallanches, composée par le vice-châtelain, Guiffrey Burdin, les syndics et les nobles partent à la rencontre des commissaires du roi de France et du comte de Savoie, Amédée VI, à Megève. Le comte réclame les clefs de la ville qu'il obtient le lendemain. Amédée VI confirme les franchises aux habitants, tout en ajoutant un nouvel impôt.
La cité compte environ 700 feux en 1339. En 1356, ce chiffre tombe à 400, à la suite d'épidémie de peste qui a touché la région en 1348. Au siècle suivant, ce chiffre reste relativement bas, environ 300 feux, cependant les historiens considèrent qu'il est très probablement sous-estimé.

### Période savoyarde
En entrant dans le domaine savoyard, Sallanches et la région, se situant désormais au cœur de ce domaine, ne sont plus menacées par des guerres et connaissent une relative prospérité en raison de la paix. En 1635, le français Pierre Davity, de passage dans la région, note que « Sallanches est la ville capitale du haut Faucigny […] quoiqu'elle n'ait ni portes ni murailles, c'est la plus grande de toute la baronnie avec de beaux et riches marchés. »
Sallanches connaît sept incendies majeurs, le 14 avril 1520, avec une reconstruction en bois des édifices ce qui favorisera l'incendie suivant, le 29 novembre 1669, le 20 janvier 1696, le 9 février 1768, le 13 novembre 1773, le 19 avril 1783. Le septième du 19 avril 1840 ravage la ville au moins trois heures durant, détruisant 268 maisons sur les 273 du bourg.
Située sur l'Arve, elle connait également des inondations, notamment en 1638, emportant plusieurs maisons et moulins.
On connaît en partie la physionomie de la ville en 1730 grâce au Theatrum Statuum Sabaudiæ. Les auteurs de l'Histoire des communes de Savoie commentent cette description « En surplomb, l'église et les résidences nobles en belles pierres de taille bordaient la ville bourgeoise. De l'église, une ruelle menait à la place du Marché. À l'est, quelques rues droites étaient bordées de résidences et de jardins […]. La rive droite protait une activité bourdonnante, la rue des Lombards était bordée de boutiques. La jonction entre ce quartier commerçant et la place du Marché se faisait par un pont en dos d'âne dont les abords étaient encombrés de constructions. » Les constructions religieuses sont nombreuses.
Jusqu'à la fin du XIIIe siècle, le petit bourg se développe comme centre religieux et économique de toute la région. Dès le XIVe siècle son église, érigée en collégiale, étend son territoire juridictionnel sur de nombreuses paroisses alentour et ce jusqu'à la Révolution. La présence ecclésiastique est renforcée à Sallanches par la fondation de deux couvents : les capucins en 1619 et les ursulines en 1630 ; ils disparaîtront dans la tourmente de la Révolution.
Après la période de l’occupation française pendant la Révolution (Sallanches fut chef-lieu d'un arrondissement judiciaire sous le Directoire) et le Premier Empire, de 1792 à 1814, la monarchie sarde est restaurée.

### LeXIXesiècle, début de l'essor économique
D'anciennes communes sont absorbées au profit de Sallanches :  Saint-Roch en 1971, Saint-Martin-sur-Arve en 1977.
Au début du XIXe siècle, le rayonnement religieux de la ville régresse. Elle poursuit son essor économique avec les foires et marchés, le commerce varié et quelques fabriques (filatures, brasserie, chocolaterie). Les premiers touristes en route vers les « glacières » de Chamonix, font halte dans ses auberges.
Au cours des siècles, la ville connaît plusieurs épreuves dévastatrices : épidémies, crues torrentielles et incendies (1519, 1669, 1840). 1840 est la date la plus marquante de son histoire : un incendie la détruit presque entièrement. Dans cette catastrophe, son passé architectural est anéanti. Le roi Charles-Albert de Savoie-Carignan consacre alors des crédits exceptionnels à la reconstruction. On édifie une ville neuve, dont le plan en damier sarde est dessiné par l’ingénieur François Justin. Ce dernier dessine son plan en articulant la cité autour des deux torrents qui traversent la cité, c'est ce plan qui forme toujours le squelette urbain du centre-ville.
L'architecture des bâtiments reconstruits est de style néo-classique sarde, à savoir des bâtiments très symétriques avec des balcons donnant sur la rue et des arrière-cours dissimulées au regard direct. L'hôtel de ville est achevé en 1844, dans ce style caractérisé par de nombreuses colonnades et des peintures en trompe-l'œil. Le voyageur et archiviste paléographe Francis Wey (1812-1882) commente ainsi ces aménagements en 1860 : « On peut résumer à distance l'aspect de cette ville récemment rebâtie [...]. Si cette cité [...] avait pu conserver ses rues, ses monuments et la physionomie que tant de siècles lui avaient imprimée, Sallanches offrirait le double attrait d'une ville gothique des Flandres, étalée au milieu d'un des sites les plus splendides qui soient au monde. [...] Sallanches, chef-lieu actif et industriel d'un canton, n'est plus, pour le voyageur, qu'un premier campement des excursions alpestres [...] ».
Lors des débats sur l'avenir du duché de Savoie, en 1860, la population est sensible à l'idée d'une union de la partie nord du duché à la Suisse. Une pétition circule dans cette partie du pays (Chablais, Faucigny, Nord du Genevois) et réunit plus de 13 600 signatures, dont 127 pour la commune,. Le duché est réuni à la suite d'un plébiscite organisé les 22 et 23 avril 1860 où 99,8 % des Savoyards répondent « oui » à la question « La Savoie veut-elle être réunie à la France ? ».

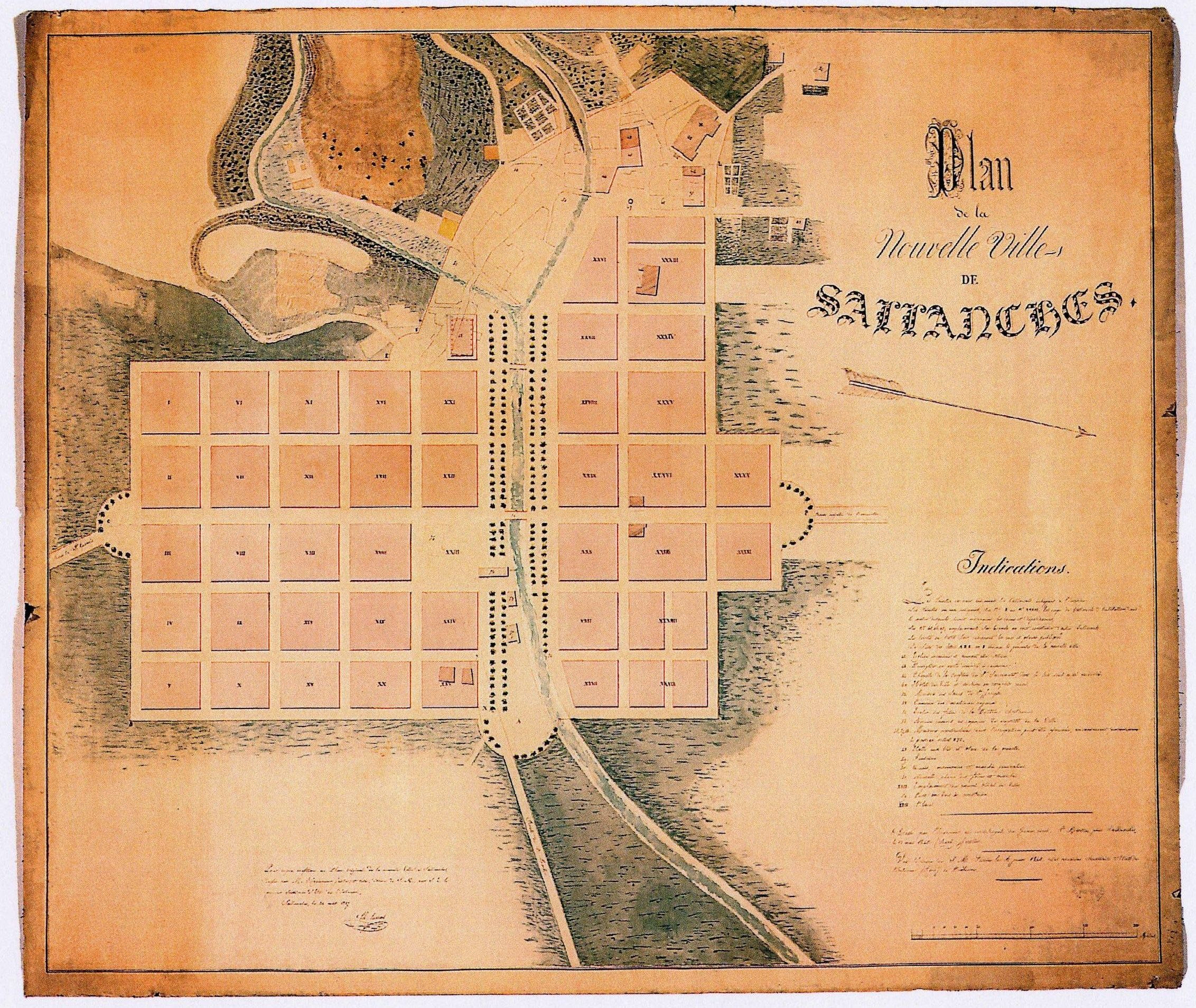
Nouveau plan de Sallanches (1840).

L’impulsion est donnée, et, la fin du XIXe siècle est le témoin de grands travaux : construction des quais (1863), aménagement de la place Saint-Jacques (1886), ouverture de la route nationale 202 Cluses-Saint-Gervais (1886), réalisation d'un réseau d'eau potable (1889), arrivée du train (1889). La ville entre dans l'ère moderne en 1901, avec la première ampoule électrique.
Sur le plan économique, si certaines activités traditionnelles stagnent ou disparaissent, l'horlogerie fait son apparition vers 1880, annonciatrice de l'essor futur du décolletage. En 1921, Sallanches est décrétée « station de tourisme ».
Parallèlement au développement des industries de transformation, sa fonction commerciale (banques, assurances, distribution alimentaire) au service des stations voisines se confirme et s'amplifie. L'activité économique soutenue qui règne dans la ville après la Seconde Guerre mondiale engendre un appel de population et l'expansion du domaine bâti hors du plan à damier de 1840. Au cours des années 1970, la commune fusionne avec celle de Saint-Roch (1972) et celle de Saint-Martin (1977).
Après plus de quinze ans de développement industriel intensif (industrie du décolletage et les skis Dynastar) et le regain d'activité touristique et commerciale, favorisée par l'ouverture du tunnel du Mont-Blanc (1965), le rôle de Sallanches comme capitale de la région du Mont-Blanc s'affirme et perdure, et son cadre somptueux, ouvert sur la chaîne du Mont Blanc, un environnement préservé, sont les atouts « nature » de Sallanches, « la ville au Pays du Mont-Blanc ».

### LeXXIesiècle
La ville de Sallanches, en raison de son explosion démographique (due notamment à un coût de vie et des prix de l'immobilier plus bas que ceux en vigueur dans les stations environnantes), est confrontée à un manque accru de logements, et en particulier de logements sociaux (la ville se situe bien en deçà de la limite minimum de 20 % fixée par la loi SRU, puisqu'elle affiche actuellement un taux de 11 % de logements sociaux).
De nombreux projets municipaux actuels ont pour objectif une reconversion et une totale réorganisation du cœur de ville sallanchard. La ville croît en effet aujourd'hui avant tout par sa périphérie et ses coteaux, mais se développe peu au centre. De plus, un contournement routier de la ville, très régulièrement victime d'embouteillages importants en son centre, est en cours de réflexion.
Quelques évènements depuis 2000 (non exhaustif) :
- 2003, départ d'une étape du Tour de France cycliste jusqu'à L'Alpe d'Huez ;
- 2007, accueille du Conseil National de la Montagne ;
- 2005-2009, restructuration totale de l'hôpital de Sallanches.

## Politique et administration

### Situation administrative
La commune est un chef-lieu de canton (canton de Sallanches).
Anciennement rattachée au syndicat mixte du Pays du Mont-Blanc (regroupant initialement 14 communes), elle est depuis 2013 membre de la communauté de communes Pays du Mont-Blanc (CCPMB) regroupant dix communes, avec Combloux, Les Contamines-Montjoie, Cordon, Demi-Quartier, Domancy, Megève, Praz-sur-Arly, Saint-Gervais-les-Bains et Passy (les quatre autres communes ont formé la  communauté de communes de la vallée de Chamonix Mont-Blanc).
Sallanches relève de l'arrondissement de Bonneville et de la sixième circonscription de la Haute-Savoie (créée en 2009).

### Tendances politiques et résultats
La population sallancharde a tendance à se prononcer majoritairement, tant aux élections nationales que locales, en faveur des partis de droite. La gauche (et encore moins l'extrême-gauche) n'est que peu implantée dans la vie politique locale (cf. résultats municipaux ci-dessous).

### Administration municipale
En mars 2008, les élections municipales sallanchardes voient se confronter trois listes concurrentes : deux listes classées à droite, « Sallanches, Ensemble Agissons » (conduite par le maire sortant, Georges Morand), « Sallanches 2008, un autre avenir » (conduite par un adjoint de la majorité sortante, René Chesney) et une liste de gauche, « Démocratie et progrès » (conduite par une conseillère municipale d'opposition sortante, Marie-Pierre Gourichon). Le 9 mars 2008, la liste de Georges Morand est élue au premier tour, avec environ 66,5 % des voix, contre 18,9 % pour Marie-Pierre Gourichon et 14,5 % pour René Chesney.
Georges Morand est réélu au premier tour lors des élections de mars 2014 et au second tour en juin 2020.

### Les maires de Sallanches
Depuis 1947, six maires seulement se sont succédé :

### Instances judiciaires et administratives
Sallanches dispose du greffe détaché du tribunal d'instance de Bonneville, située dans les locaux de l'Hôtel de la Ville, d'une brigade de gendarmerie et de police municipale. Les administrations les plus importantes disposent toutes d'antennes à Sallanches : Sécurité sociale, Pôle-emploi (en centre-ville jusqu'en 2009, dans la zone industrielle depuis), Centre des Finances Publiques, etc.

### Jumelages
La ville de Sallanches est jumelée avec Spaichingen, avec laquelle sont effectués des échanges socio-culturels.
- Spaichingen (Allemagne) depuis 1970.

## Population et société
Les habitants de Sallanches sont appelés les Sallanchards, forme retenue notamment dans les communications municipales. La forme Sallanchois est également utilisée, jusqu'au XXIe siècle.

### Démographie

#### Évolution démographique
L'évolution du nombre d'habitants est connue à travers les recensements de la population effectués dans la commune depuis 1793. Pour les communes de plus de 10 000 habitants les recensements ont lieu chaque année à la suite d'une enquête par sondage auprès d'un échantillon d'adresses représentant 8 % de leurs logements, contrairement aux autres communes qui ont un recensement réel tous les cinq ans,.

En 2022, la commune comptait 17 041 habitants, en évolution de +7,16 % par rapport à 2016 (Haute-Savoie : +6,01 %, France hors Mayotte : +2,11 %).
| 1793  | 1800  | 1806  | 1822  | 1838  | 1848  | 1858  | 1861  | 1866  |
| ----- | ----- | ----- | ----- | ----- | ----- | ----- | ----- | ----- |
| 1 236 | 1 525 | 1 524 | 1 667 | 2 085 | 2 150 | 1 981 | 1 929 | 1 948 |

| 1872  | 1876  | 1881  | 1886  | 1891  | 1896  | 1901  | 1906  | 1911  |
| ----- | ----- | ----- | ----- | ----- | ----- | ----- | ----- | ----- |
| 2 005 | 1 979 | 2 064 | 2 081 | 1 977 | 2 143 | 2 032 | 1 943 | 2 084 |

| 1921  | 1926  | 1931  | 1936  | 1946  | 1954  | 1962  | 1968  | 1975  |
| ----- | ----- | ----- | ----- | ----- | ----- | ----- | ----- | ----- |
| 2 003 | 2 141 | 2 581 | 2 967 | 3 179 | 3 552 | 4 768 | 5 354 | 8 251 |

| 1982   | 1990   | 1999   | 2006   | 2011   | 2016   | 2021   | 2022   | - |
| ------ | ------ | ------ | ------ | ------ | ------ | ------ | ------ | - |
| 10 296 | 12 767 | 14 383 | 15 469 | 15 683 | 15 902 | 17 133 | 17 041 | - |

#### Pyramide des âges
En 2018, le taux de personnes d'un âge inférieur à 30 ans s'élève à 33,9 %, soit en dessous de la moyenne départementale (35,9 %). À l'inverse, le taux de personnes d'âge supérieur à 60 ans est de 25,7 % la même année, alors qu'il est de 22,1 % au niveau départemental.
En 2018, la commune comptait 7 939 hommes pour 8 569 femmes, soit un taux de 51,91 % de femmes, légèrement supérieur au taux départemental (50,80 %).
Les pyramides des âges de la commune et du département s'établissent comme suit.
| Hommes | Classe d’âge | Femmes |
| ------ | ------------ | ------ |
| 0,7    | 90 ou +      | 1,7    |
| 6,1    | 75-89 ans    | 9,7    |
| 15,7   | 60-74 ans    | 17,3   |
| 21,4   | 45-59 ans    | 21,1   |
| 19,0   | 30-44 ans    | 19,3   |
| 18,4   | 15-29 ans    | 14,4   |
| 18,7   | 0-14 ans     | 16,5   |

| Hommes | Classe d’âge | Femmes |
| ------ | ------------ | ------ |
| 0,6    | 90 ou +      | 1,4    |
| 5,9    | 75-89 ans    | 7,9    |
| 14,2   | 60-74 ans    | 15,3   |
| 20,7   | 45-59 ans    | 20,3   |
| 21,8   | 30-44 ans    | 21,4   |
| 17,4   | 15-29 ans    | 15,6   |
| 19,5   | 0-14 ans     | 18     |

### Enseignement
Sallanches compte six écoles publiques (Saint-Martin, Boccard, J.-Ferry, Vouilloux, Les Marmottes), les 3 classes uniques de Blancheville, La Pierre et La Provence ont fermé en 2008, 2009 et 2012 un collège public (Le Verney) ainsi que deux groupes scolaires privés désormais regroupés en une entité l'ECS (école catholique de Sallanches) : Saint-Roch (maternelle-primaire) et Saint-Joseph (collège-lycée). Sup Sallanches, établissement associé à l'ECS, forme des étudiants en BTS NRC, MUC, Tourisme et AG.

### Manifestations culturelles et festivités
- Juillet 2003 : Tour de France. Sallanches est en effet ville de départ de l'étape la plus suivie de la manifestation sportive, celle de Sallanches-L'Alpe-d'Huez.
- Été 2006 : Conseil national de la montagne, auquel participent plusieurs membres du gouvernement (D. De Villepin, C. Estrosi...).
- Juin 2009 : 174e Festival des Musiques du Faucigny. Rencontres de 1000 musiciens issus des harmonies du Faucigny dans une ambiance festive et conviviale entre défilés, concerts dans les quartiers de la ville et bal populaire.
- Juillet 2009 : Arrivée du Critérium du Dauphiné Libéré avec franchissement de la fameuse « côte de Domancy ». Cet évènement sera couronné par la participation de Bernard Hinault puisque c'est à Sallanches qu'il a été sacré champion du monde en 1980.
- Novembre 2013 : Programmation culturelle. La salle Léon-Curral est en cours de rénovation pour devenir une véritable salle de spectacle qui accueillera prochainement une programmation culturelle éclectique.
- Juillet 2016 : Lors du Tour de France, une épreuve (contre la montre) débute à Sallanches.

### Santé
Sallanches dispose d'un centre hospitalier intercommunal (hôpitaux du Pays du Mont-Blanc) sur son territoire, qui compte 271 lits. Les hôpitaux du Pays du Mont-Blanc comprennent également trois autres sites, un EHPAD à Sallanches, un EHPAD à Chamonix, et l'hôpital de Chamonix.

### Sports
Sallanches compte trois gymnases municipaux (Cayenne, Rosay, Vouilloux), ainsi que deux stades de football (dont l'un est équipé d'une pelouse synthétique) et d'un stade de rugby. L'OMS (office municipal des sports), qui fédère l'ensemble des associations sportives sallanchardes, organise annuellement une « fête des sports ».

### Médias

#### Radios et télévisions
La commune est couverte par des antennes locales de radios dont France Bleu Pays de Savoie, ODS Radio, Radio Mont-Blanc, La Radio Plus ou encore Radio Giffre… Enfin, la chaîne de télévision locale TV8 Mont-Blanc diffuse des émissions sur les pays de Savoie. Régulièrement l'émission La Place du village expose la vie locale. France 3 et sa station régionale France 3 Alpes, peuvent parfois relater les faits de vie de la commune.

#### Presse et magazines
La presse écrite locale est représentée par des titres comme Le Dauphiné libéré, L'Essor savoyard, Le Messager - édition Faucigny, le Courrier savoyard, ou l'édition locale Le Faucigny.

## Économie

### Revenus de la population et fiscalité
En 2010, le revenu fiscal médian par ménage était de 29 230 €.

### Emploi
Le taux de chômage reste bas à Sallanches, comparativement aux moyennes régionale et nationale. L'emploi sallanchard est stimulé par l'activité industrielle (décolletage...) et le secteur des services (commerce, tourisme...), mais aussi grâce à l'emploi saisonnier. Le taux de chômage de la ville s'élève actuellement à environ 7,06 % de la population active[réf. nécessaire].

### Entreprises industrielles de l'agglomération
- Skis Rossignol (seule usine restante, en 2019, de fabrication de skis en France)[37]. L'entreprise de skis Dynastar avait été fondée à Sallanches par fusion des entreprises de skis Dynamic et Starflex[38]. Elle fut plus tard rachetée par le groupe Rossignol. Ce dernier annonce la fermeture de l'usine dans un communiqué publié le 8 avril 2025[39],[40].

Le groupe de négoce industriel Descours & Cabaud y possède également un important centre de stockage.

### Tourisme
En 2014, la capacité d'accueil de la commune, estimée par l'organisme Savoie Mont Blanc, est de 6 477 lits touristiques répartis dans 1 037 structures. Les hébergements se répartissent comme suit : 180 meublés ; 6 hôtels ; deux structures d'hôtellerie de plein air ; 3 centres ou villages de vacances/auberges de jeunesse ; 4 refuges ou gîtes d'étape et une chambre d'hôtes.
- Station familiale de sports d'hiver Sallanches-Cordon, reliée au domaine skiable des Portes du Mont-Blanc.

## Culture et patrimoine

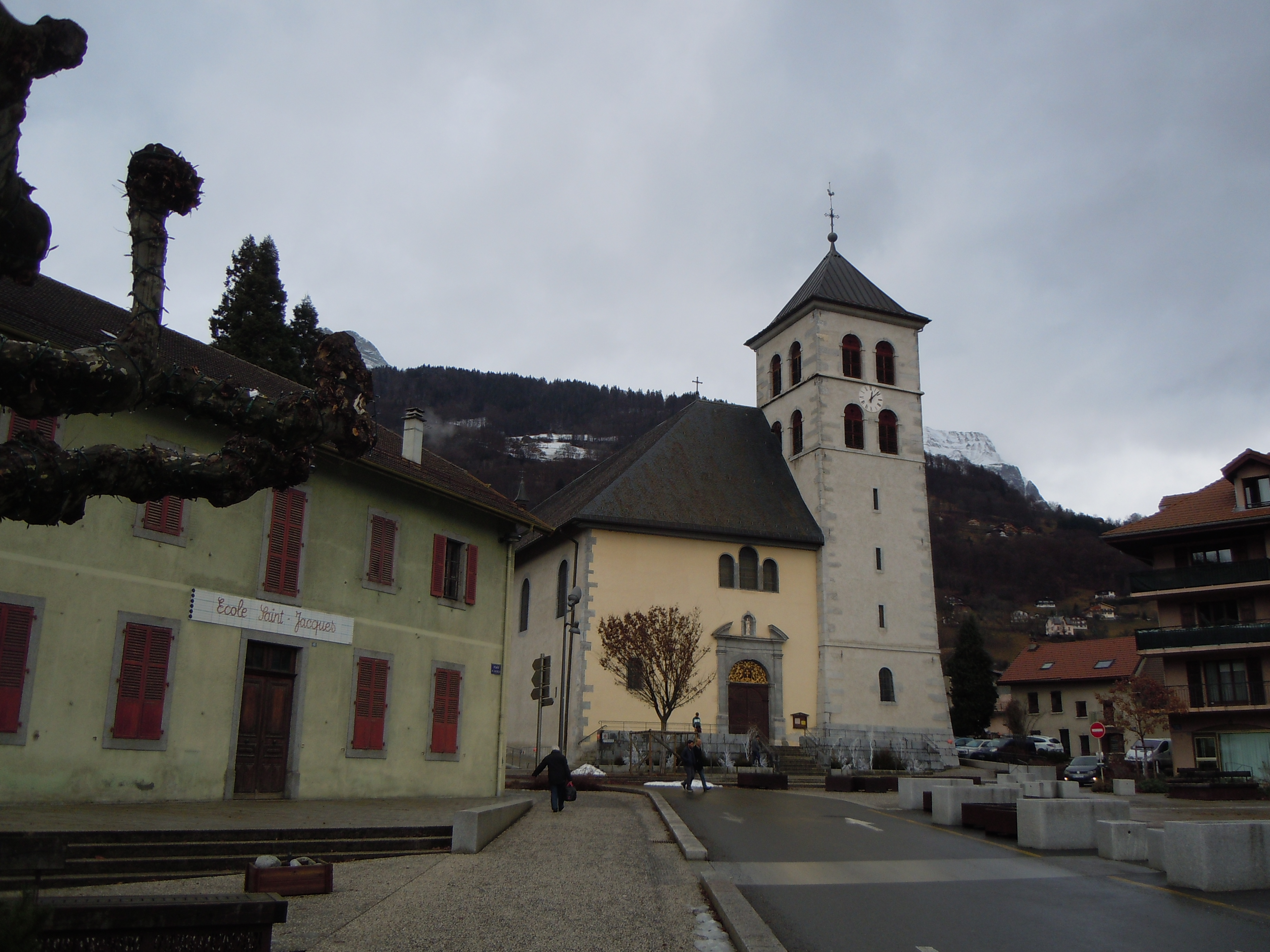
La collégiale vue depuis la Place Saint-Jacques.

### Lieux et monuments

#### Églises et structures
Parmi les monuments remarquables de Sallanches, le vieux Pont de Saint-Martin et la collégiale Saint-Jacques sont classés Monuments historiques. L'église originelle, très ancienne a été érigée en collégiale en 1389. L'église actuelle a été reconstruite sous sa forme actuelle entre 1680 et 1688. Le tabernacle est médiéval. Elle est à ossature et façade baroques avec un cadran solaire de 1848 au sud — corrigé en 2000. Elle possède un mobilier et une décoration intérieurs réalisés par des peintres et sculpteurs piémontais du XIXe siècle ainsi qu’un trésor d’art sacré. L'orgue de Callinet date de 1850. La tour abrite treize cloches (qui ont pour notes sib2-ré3-mib3-fa3-sol3-lab3-la3-sib3-do4-ré4-mib4-fa4-sol4) servant à un carillon électrifié, dont un bourdon de 2,7 tonnes fondu par Paccard, et dont certaines servent à sonner la volée.
On peut aussi citer l'église Saint-Martin, beaucoup plus modeste cependant que sa collègue, et plusieurs chapelles de hameaux comme la chapelle Sainte-Anne sur le coteau de Saint Roch, chapelle de l'Immaculée-Conception (montagne de Têtes) ou encore la chapelle Notre-Dame-de la Paix-du-Monde de Doran.

##### Châteaux
L'ancien château des Burgondes, qui aurait ensuite été restauré par les sires de Faucigny, a disparu. Le château de Bourbonge peut être celui qui de nos jours a été édifié au plus proche de cet ancien emplacement. Un nouveau château est édifié par Pierre II de Savoie en 1263. D'autres châteaux se sont ensuite élevés sur le territoire dont il ne reste bien souvent que des traces :
- Château de Sallanches (dit aussi de Cordon), dont il ne reste que le toponyme « Château », situé sur la commune de Cordon. Il est le siège d'une châtellenie. Il passe à la famille de Menthon puis une branche de celle-ci dont le nom passe au château, Bourbonge(s)[43],[44].
- Château de Montagny ou Montrosset, dite également maison Brêche ou encore tour de Fer, maison forte, longtemps faussement considérée comme ayant été le siège de la châtellenie. Elle est démantelée par les troupes révolutionnaires françaises en 1793. Il a depuis été restauré[43],[45] ;
- Château des Rubins[43],[44]. Ancienne demeure seigneuriale du XIVe siècle, contrôlant l'entrée de la gorge de Lévaud, il abrite le Centre de la nature montagnarde, sur 600 m2 d’exposition et cinq niveaux. Il propose un parcours didactique permettant la découverte du patrimoine naturel montagnard de la Haute-Savoie. À partir d’une approche globale de plusieurs milieux naturels, on découvre les paysages et la géologie qui le constituent ainsi que les animaux et végétaux qui y vivent. Après de 2 années de travaux lors desquelles il a été restructuré, embelli et modernisé, le château est rouvert au public depuis le 10 juillet 2021[46] ;
- Château ou tour de Disonche (maison forte, 1357)[43],[45]. Ancienne tour défensive construite au XIIIe siècle juste derrière l'église de la ville, on aperçoit encore sur sa façade nord une meurtrière d'époque, preuve de sa vocation militaire. Doté avant le XVe d'une toiture monumentale à quatre faces, elle servit au fil des siècles de résidence au Juge Mage, puis plus récemment de local de séchage de laine à l'époque où la famille Henry exploitait les lainières de Sallanches (au XIXe). Ce bâtiment, l'un des plus anciens, sinon le plus ancien de Sallanches, fut l'un des rares à ne pas être détruits lors de l'incendie de 1840. La tour de Disonche (qui portait aussi le nom de château Pissard ou de château d'Isonche), est resté au XXe une résidence secondaire. Désormais propriété de la famille George, il est en cours de réhabilitation ;
- Château ou tour de la Frasse (maison forte attestée 1357), reconstruit en 1602[43],[44] ;
- Château de Pormonay (maison forte), à l'ouest de l'église[43] ;
- Château ou tour de Bellegarde (hameau de Saint-Joseph), rasé[43],[44].
- Château de Malsain (maison forte attestée).
- Maison forte de Vorzier (1444 attestée).
- Tour de Chissé (maison forte indice).
- Tour de Servoz (autre, indice).

### Espaces verts et fleurissement
La ville est relativement bien agrémentée en espaces verts aménagés : la place Charles-Albert en est l'un des meilleurs exemples, au même titre que le pré de Foire, les abords de la Sallanche. Elle est d'ailleurs, en 2014 et depuis quelques années, récompensée de « 3 fleurs » par le Conseil national des villes et villages fleuris de France au concours des villes et villages fleuris.
La population peut profiter, sur le territoire communal, de la base de loisirs des Ilettes, formées de trois lacs, et, sur la commune limitrophe de Passy, d'un vaste lac de baignade.

#### Sites naturels
- La cascade d’Arpenaz est un site classé. La cascade est surtout active au printemps et à l'automne. La hauteur de la cascade est de 270 m de chutes.
- La cascade de Reninges, située au-dessus de Saint-Martin, culmine à 480 m d'altitude. Elle offre une splendide vue sur la ville, mais est plus difficile d'accès que la cascade d'Arpenaz.
- Les lacs des Ilettes sont trois lacs où l'on peut pratiquer la randonnée, la baignade, la pêche et la planche à voile.
- Les Gorges de Lévaud.

### Gastronomie
La cuisine savoyarde traditionnelle fait partie des spécialités présentes sur les tables de Sallanches. La fondue, comme la polenta, y est présente.

### Personnalités liées à la commune
- Charles-François Montfort (1683-1769), natif, alias Carl-Franz Montfort. Marchand-colporteur en Alsace, il fut élu bourgmestre de Fribourg en Brisgau (Freiburg i. Br.)  pour avoir prié le commandant de l'armée française de ne pas brûler la ville. Il fit souche dans cette cité et fut inhumé dans le chœur de la cathédrale. Sa postérité se souvient toujours de ses origines savoisiennes.
- François Biolley (1751 -) né à Sallanches, père d'une lignée d'industriels et hommes politiques belges établis à Verviers.
- Alexis Bouvard, né aux Contamines-Montjoie le 27 juin 1767 et mort à Paris le 7 juin 1843, est un astronome français.
- Général-baron Jacques de Montfort (1770-1824), général de brigade, baron de l'Empire et donataire de l'Empire en Westphalie. Il est cité sur l'Arc de triomphe de l'Étoile à Paris et une rue de Sallanches porte son nom.
- François Justin (1796-1860), ingénieur et parlementaire, une rue de Sallanches porte son nom.
- Le roi Charles-Albert de Savoie-Carignan (1798-1849), la place centrale de la ville porte son nom.
- Nicolas Parent, (1817-1890), natif, avocat, journaliste et homme politique républicain.
- Antonin-Gilbert Sertillanges (1863-1948), philosophe moraliste français.
- Ange Abrate (1900-1985), peintre de montagne.
- Fernand Piccot (1906-1985), natif, syndicaliste.
- François Bussini (1936), natif, évêque catholique.
- François Ponchaud (1939-2025), natif, prêtre catholique missionnaire.
- Pierre Ducimetière (1942), natif, épidémiologiste.
- Bernard Tissier de Mallerais (1945-2024), natif, évêque lefebvriste.
- Alain Penz (1947), natif, skieur alpin.
- Jean-Pierre Lemaire (1948), natif, poète.
- Jeannie Longo (1958). La célèbre cycliste a légué une propriété à Sallanches aux Œuvres Hospitalières Françaises des Chevaliers de l'ordre de Malte, où sont accueillis des enfants autistes.
- Michel Bibollet (1963), natif, coureur cycliste professionnel.
- Christopher Murray (1965), natif, auteur-compositeur-interprète.
- Serge Djelloul (1966), natif, joueur professionnel de hockey sur glace.
- Laurent Boudouani (1966), natif, boxeur français.
- Christophe Barbier (1967), natif, journaliste, directeur de la rédaction de L'Express.
- Denis Cortella (1968), parapentiste et chef de l'entreprise « Kortel Design », basée à Sallanches.
- Francis Cabrel (1980), compose La Dame de Haute-Savoie en hommage à la mère d'une amie habitant à Sallanches et chez qui il va régulièrement se ressourcer[48].
- Maurice Manificat (1986), natif, skieur de fond.
- Bernard Hinault, champion du monde de cyclisme sur route en 1980 lorsque l'épreuve a été organisée dans la commune.
- Coline Mattel, médaillée olympique de saut à ski.
- Jocelyne Troccaz, chercheuse en informatique française spécialisée dans l’imagerie et la robotique médicale pour la chirurgie assistée par ordinateur.
- Nicolas Raffort (1991), natif, skieur alpin français.
- Florian Loriot (1998), natif, skieur alpin français.
- Anouck Errard (1999), native, skieuse alpine française.
- Kenza Lacheb (1998), native, skieuse alpine française.
- Merlin Surget (1999), natif, snowboarder français
- Philippe Pugnat (1959), natif, skieur alpin français.
- Thierry Gentina (1968), natif, skieur alpin français.

### Héraldique
| Blason | Blasonnement : De gueules au chevron versé ondé d'argent., Commentaires : Blason mentionné dès le XVIIe siècle. Le chevron ondulé rappelle les deux rivières ou torrents passant par la ville, la Sallanche et la Frasse, qui se rejoignent à l'emplacement de l'édification du bourg. |

Au XVIIe siècle, les armes du mandement se blasonnaient de même.